# Семененко, Даниил Васильевич
Семененко, Даниил Васильевич (1907 — 1965) — советский работник рыбного хозяйства, Герой Социалистического Труда.
Указом Президиума Верховного Совета СССР от 13 апреля 1963 за выдающиеся успехи в достижении высоких показателей в отлове рыбы и производстве рыбной продукции, бригадир рыболовного колхоза «Черноморец» города Очаков Николаевской области Д. В. Семененко удостоен звания Героя Социалистического Труда с вручением ордена Ленина и золотой медали «Серп и Молот».